# Affresco

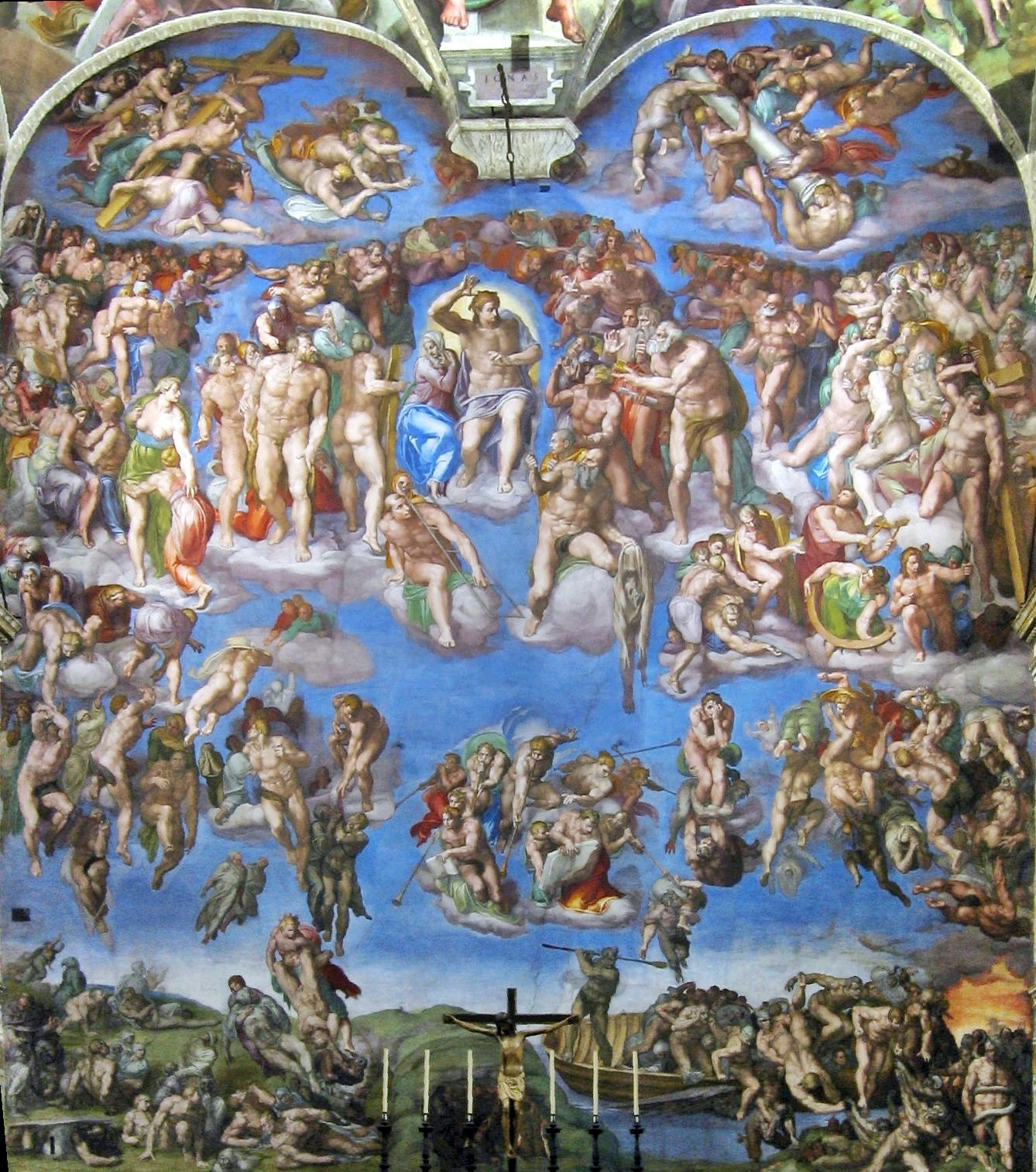
Il Giudizio universale, affresco di Michelangelo nella Cappella Sistina

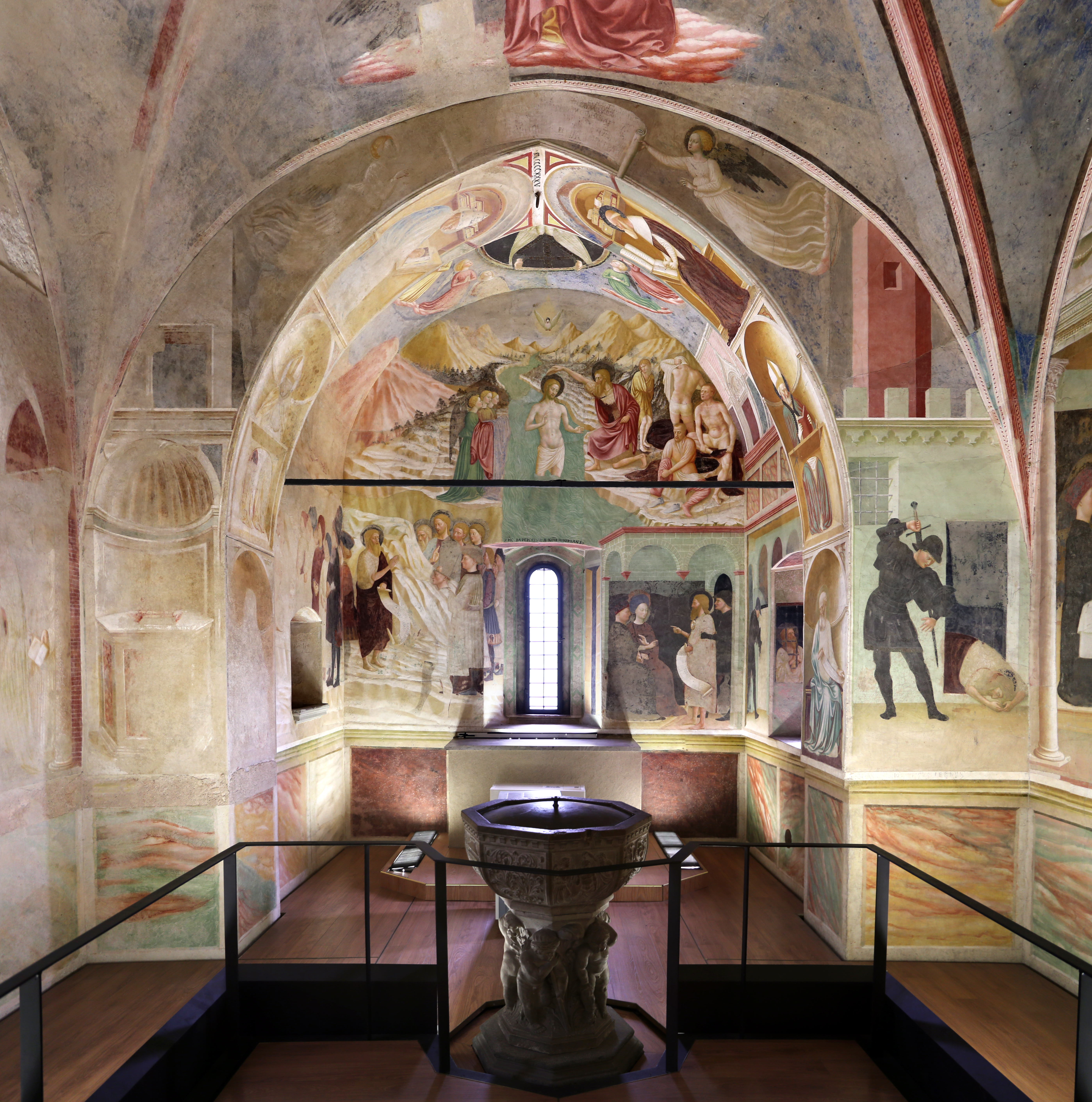
Affreschi di Masolino da Panicale nel Battistero di Castiglione Olona (Varese)

L'affresco è una tecnica di pittura murale eseguita sull'intonaco fresco di una parete: il colore ne è chimicamente incorporato e conservato per un tempo illimitato.

## Descrizione
L'affresco è un'antichissima tecnica pittorica che si realizza dipingendo con pigmenti generalmente di origine minerale stemperati in acqua su intonaco fresco: in questo modo, una volta che nell'intonaco si sia completato il processo di carbonatazione, il colore ne sarà completamente inglobato, acquistando così particolare resistenza all'acqua e al tempo.
Si compone di tre elementi: supporto, intonaco, colore.
- Il supporto, di pietra o di mattoni, deve essere secco e senza dislivelli. Prima della stesura dell'intonaco, viene preparato con l'arriccio, una malta composta da calce spenta o grassello, sabbia grossolana di fiume[1] o, in qualche caso, pozzolana e, se necessario, acqua, steso in uno spessore di 1 cm circa, al fine di rendere il muro più uniforme.
- L'intonaco (o "tonachino") è l'elemento più importante dell'intero affresco. È composto di un impasto fatto con sabbia di fiume fine, polvere di marmo, o pozzolana setacciata, calce ed acqua.
- Il colore, che deve essere necessariamente steso sull'intonaco ancora umido (da qui il nome, "a fresco"), deve appartenere alla categoria degli ossidi, poiché non deve interagire con la reazione di carbonatazione della calce.

La principale difficoltà di questa tecnica è il fatto che non permette ripensamenti: una volta lasciato un segno di colore, questo verrà immediatamente assorbito dall'intonaco; inoltre la carbonatazione, che avviene entro tre ore dalla stesura di esso, ridurrà il tempo disponibile per realizzare l’opera. Per ovviare a questo problema, l'artista realizzerà piccole porzioni dell'affresco (giornate). Eventuali correzioni sono comunque possibili a secco, ovvero mediante tempere applicate sull'intonaco asciutto: sono però più facilmente degradabili.
Un'altra difficoltà consiste nel capire quale sarà la tonalità effettiva del colore: l'intonaco bagnato, infatti, rende le tinte più scure, mentre la calce tende a sbiancare i colori. Per risolvere il problema, è possibile eseguire delle prove su una pietra pomice o su un foglio di carta fatto asciugare con aria o vento di scirocco ossia aria calda.

## Storia

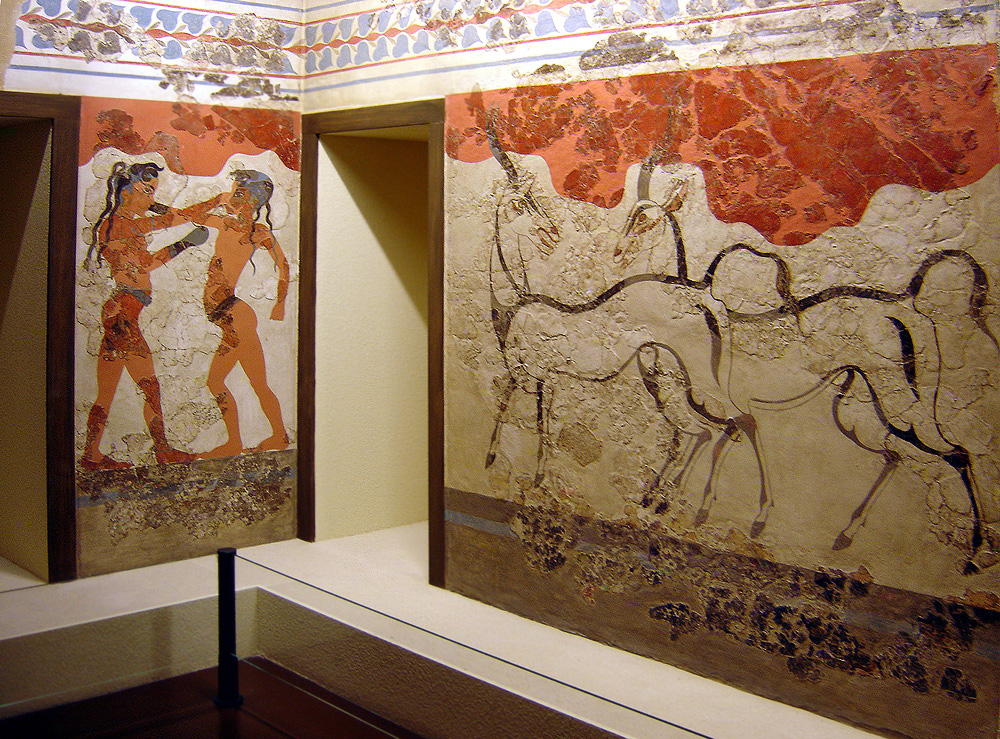
Affreschi minoici, Museo archeologico nazionale di Atene (XVI secolo a.C.)

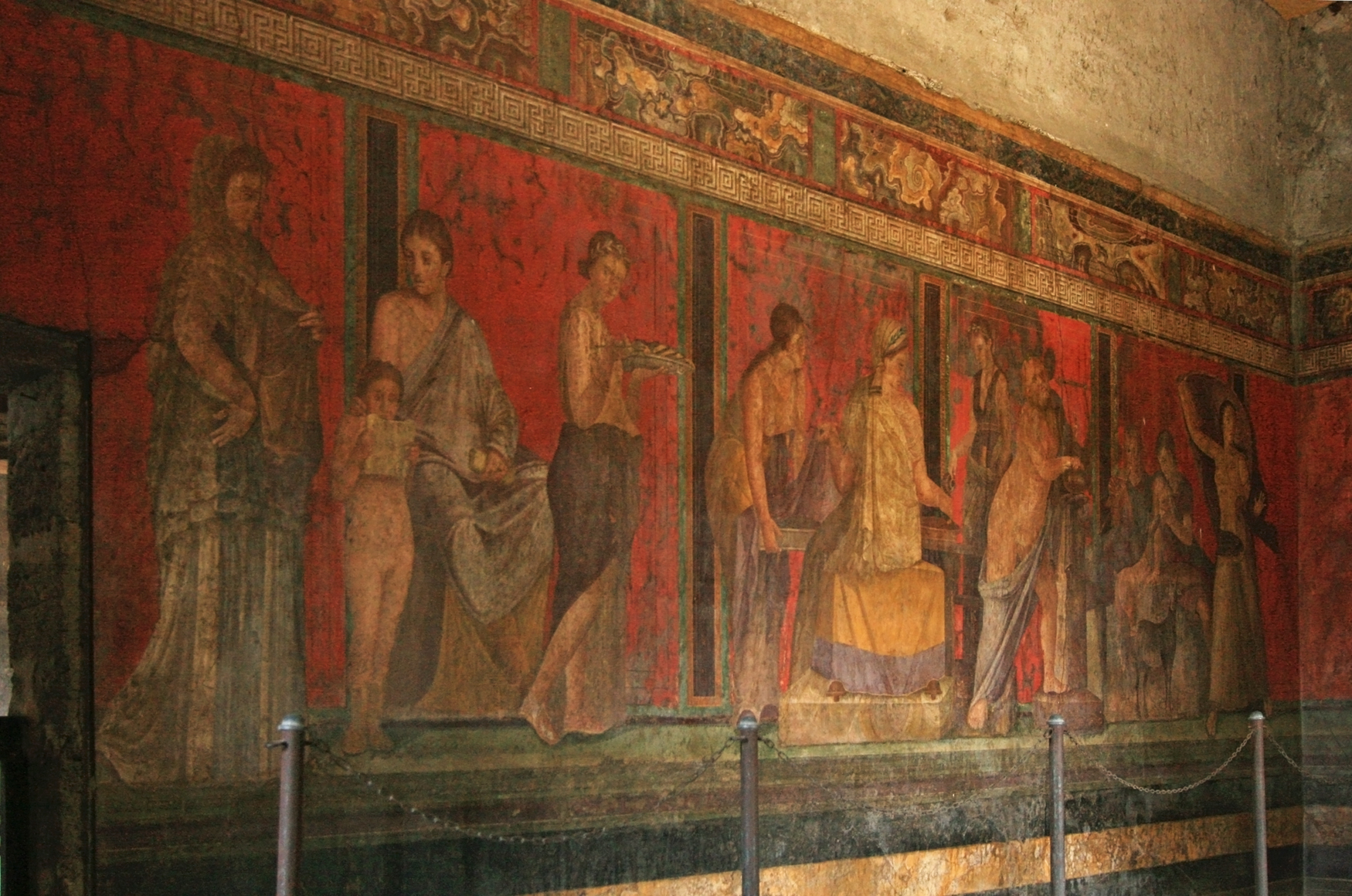
Affresco di epoca romana, villa dei Misteri di Pompei (I secolo d.C.)

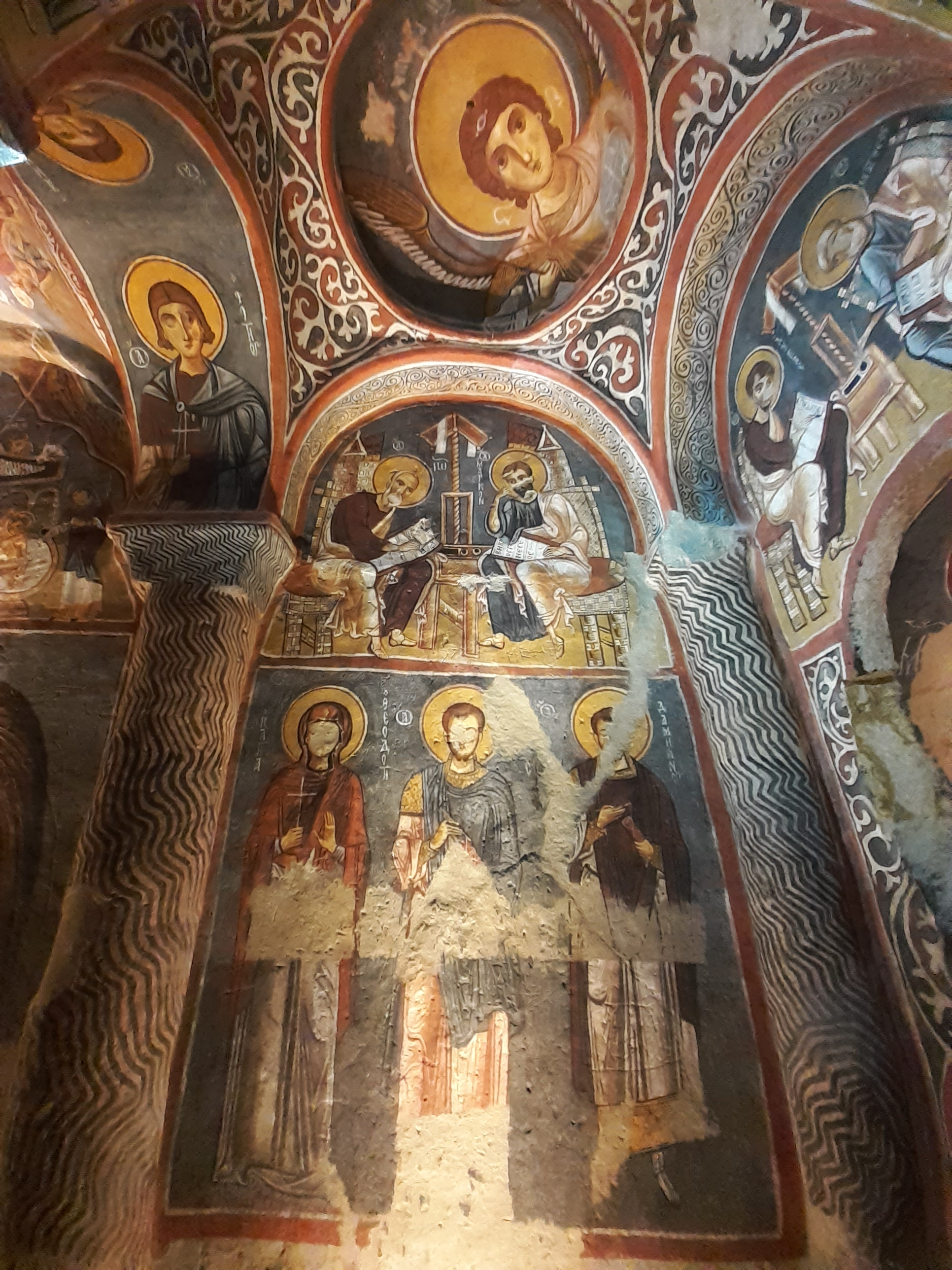
Affreschi bizantini nella Karanlık Kilise (Chiesa Buia) di Göreme, Turchia

I primi esempi di affresco si verificano già nell'epoca della civiltà minoica. Ci sono pervenuti affreschi greci (molto rari), etruschi e romani. Straordinari sono gli affreschi parietali ritrovati negli scavi di Pompei e in altri siti archeologici dell'area vesuviana. 
In epoca paleo-cristiana e alto-medioevale la preparazione del muro avveniva in modo rapido; la figurazione avveniva direttamente sulla preparazione: prima i contorni, in ocra, poi il riempimento, fino alle ombre. L'esecuzione delle varie parti era determinata dallo sviluppo dei ponteggi del cantiere; le diverse fasi di esecuzione dell'affresco (dette "pontate") sono determinabili dalle giunture pittoriche determinatesi allo spostamento del ponteggio.
In epoca romanica il lavoro delle maestranze di affrescatori veniva svolto sempre per "pontate", ma la tecnica inizia a raffinarsi; viene introdotto l'uso di paglia, cocci, stoffa all'interno dell'impasto dell'arriccio e dell'intonaco, per mantenerne l'umidità e permettere un tempo di stesura pittorica maggiore. Le figure sono ancora stese con contorno ad ocra rossa, ma si comincia a riscontrare l'uso di collanti per i colori (albume, cera fusa, colla animale). Inoltre in alcuni casi è possibile rilevare la presenza di linee guida per la figurazione, tracciate sull'intonaco fresco.
Nel XIV secolo la tecnica dell'affresco conosce in area centro e sud europea una grande diffusione. Due importanti innovazioni sono introdotte dalle maestranze dell'epoca: l'uso del disegno preparatorio (la sinopia) e lo svolgimento del lavoro non più a pontate, ma a giornate. La sinopia è un disegno preparatorio alla stesura vera e propria del colore. Era stesa a pennello con terra rossa di Sinope (da qui il nome) prima sull'arriccio e poi sull'intonaco, e riproduceva in modo preciso le figure dell'affresco. La scoperta dell'esistenza delle sinopie è avvenuta nel secondo dopoguerra, quando, con i distacchi di affreschi operati per restauro, i disegni sottostanti al colore sono stati rinvenuti (celebre il caso del Camposanto monumentale di Pisa).
Lo svolgimento dell'affresco diventa il frutto di una pianificazione meticolosa delle maestranze che devono, prima di stendere l'intonachino, decidere quale parte eseguire e valutarne la fattibilità nella giornata (per garantire l'esecuzione 'in buon fresco'). Negli affreschi medievali si riesce, di conseguenza, a rilevare sia le giornate che le pontate. Vengono messe a punto raffinatissime tecniche per mascherare le giunte tra le giornate e tra le pontate. Il taglio e la tecnica usata per i ritocchi (che avvengono a secco) consentono spesso di individuare la scuola se non l'artista che ha eseguito l'affresco.
Con il Rinascimento, l'affresco conosce il momento di maggior diffusione.
In area centro-italiana è abbandonato l'uso della sinopia (che in altre aree sarà invece usata fino alla fine del XVI secolo) e viene introdotto l'uso del cartone preparatorio e dello spolvero.
L'intero disegno preparatorio veniva riportato a grandezza naturale sul cartone. Le linee che componevano le figure erano poi perforate. Una volta appoggiato il cartone sull'intonaco fresco, era spolverato con un tampone intriso di finissima polvere di carbone; in tal modo la polvere, passando attraverso i piccoli fori, lasciava la traccia da seguire per la stesura a pennello. Questa tecnica è chiamata "spolvero", ma con il tempo venne impiegata esclusivamente per le parti del dipinto che necessitavano maggiore precisione nell'esecuzione dei dettagli (come le mani, i volti, o alcuni particolari delle vesti). 
Già all'inizio del Rinascimento si comincia ad impiegare, per le parti del dipinto più ampie e meno ricche di particolari, una nuova tecnica: l'incisione indiretta. In questo caso la carta impiegata per riportare il disegno era molto più spessa di quella usata per lo spolvero. Si procedeva facendo aderire il cartone all'intonaco ancora fresco, ripassando successivamente le linee del disegno con uno stilo ligneo o di metallo con la punta arrotondata. La pressione dello strumento rilasciava, attraverso la carta, una leggera incisione nella malta che serviva come linea guida o di contorno, per la stesura definitiva del colore.
Nel XVII e nel XVIII secolo, il mutamento del mercato dell'arte e dei rapporti di potere tra artisti e committenti si ripercuote anche sulle tecniche pittoriche quali l'affresco.
La preparazione del supporto pittorico è sempre più raffinata (gli affreschi conservati risalenti a quest'epoca sono, infatti, in numero molto maggiore rispetto alle epoche precedenti), Lo sviluppo del cartone preparatorio era preceduto dal bozzetto, cioè un disegno in scala, molto particolareggiato, dell'affresco; il bozzetto veniva sottoposto al giudizio del committente e, se approvato, si procedeva con l'esecuzione.